# Андрохович Амвросій
д-р Амвро́сій-Аврелій Андрохо́вич, або Амврозій Андрохо́вич, чи Амброзій де Андрохович (5 жовтня 1879, Лисець поблизу Станиславова — 16 жовтня 1942, м. Львів) — український педагог, історик. Доктор філософії (1909 р.). Дійсний член НТШ (1923 р.).

## Життєпис
Народився 5 жовтня 1879 року в с. Лисець поблизу Станиславова (нині — смт Івано-Франківської области, Україна, донедавна Тисменицького району) в родині священника-московофіла Антонія Андроховича (1847—1926).
Протягом 1890—1898 років був гімназистом Станиславівської цісарсько-королівської гімназії, яку закінчив з відзнакою. У 1898–1902 роках навчався на правничому факультеті університетів Львова та Кракова, 1904—1908 — на філософському факультеті Львівського університету (учень Кирила Студинського та Олександра Колесси).
Від 1909 р. викладав у гімназіях Коломиї, Львова, Теребовлі, Перемишля. Директор учительських семінарій у Сокалі (1928—1931 р.) та Львові (1931—1934), професор Богословської греко-католицької академії у Львові (1941—1942 р.).
Автор праць з історії церковного життя та культури Галичини.
Похований на Личаківському цвинтарі у Львові, поле 64 (автор проєкту надгробка — Євген Дзиндра, обряд посвячення відбувся влітку 1943 за участи отця-доктора Йосифа Сліпого).

## Праці
- Іван Лаврівський: Один з піонерів українського відродження в Галичині (1773—1820) // Зап. НТШ, 1919. — Т. 128;
- Львівське «Studium Ruthenum» [Архівовано 7 липня 2019 у Wayback Machine.] // Записки Наукового товариства імені Шевченка. — 1927. — Т. 146. — С. 34—118.
- Львівське «Studium Ruthenum» // Записки НТШ, 1929. — Том 150 [Архівовано 25 квітня 2015 у Wayback Machine.]
- «Іллірійська друкарня» і книгарня Осипа Курцбека 1770—1792 р. та її зв'язки з угорською і галицькою землею. Причинок до історії друкарства кирилицею у Відні // Записки НТШ, 1929. T. CL. — C. 109—120. — Том 150 [Архівовано 25 квітня 2015 у Wayback Machine.]
- Образки з історії середнього шкільництва в Галичині в 18 і 19 ст. // Зап. НТШ, 1930. — Т. 100.